# Advocacy planning
L’advocacy planning est une théorie urbanistique élaborée par Paul Davidoff dans le milieu des années 1960 aux États-Unis qui relève que l’urbaniste, tout en étant technicien, sert de fait les intérêts des groupes économiques sociaux et politiques les plus influents.

## Théorie
Davidoff propose de renforcer la démocratie locale en plaçant les techniciens urbanistes au service des communautés les plus défavorisées. 

## Son influence
Toute une génération d’urbanistes est influencée par cette théorie. Ces nouveaux urbanistes ajoutent à leur fonction première celles de défenseurs des plus défavorisés dont ils font valoir les droits devant les municipalités, ainsi que de spécialistes des relations publiques et de l’organisation des communautés. Peu intégrés dans les rouages de l’administration locale ou régionale, cette nouvelle génération préfère travailler dans les community development corporations, associations chargées de faire valoir les intérêts des habitants du quartier où elles sont implantées.